# ترومسه
ترومسه (به لاتین: Tromsø) یک منطقهٔ مسکونی در نروژ است که در ترومسو واقع شده‌است. ترومسه ۲۱٫۲۵ کیلومتر مربع مساحت و ۶۴٬۴۴۸ نفر جمعیت دارد و ۶ متر بالاتر از سطح دریا واقع شده‌است.